# VA-12
La VA-12 est une voie rapide urbaine qui permet d'accéder à Valladolid depuis la route nationale N-601 en venant du sud (Madrid...).
Elle prolonge la route nationale N-601 (Adanero - Leon) au sud de l'agglomération et va croiser la future Rocade de Valladolid (VA-30) avant de se connecter au périphérique de la ville.

Elle double l'ancienne route nationale N-601.
D'une longueur de 6.5 km environ, elle relie la route nationale N-601 au sud de l'agglomération et le périphérique de Valladolid sur le prolongement de l'Avenida de Madrid

Elle est composée de 5 échangeurs jusqu'au périphérique. 

## Tracé
- Elle débute au sud de Valladolid où elle prolonge avec la route nationale N-601 en provenance de Madrid.
- Elle dessert toutes les communes du sud-est de l'agglomération (Laguna de Duero...).
- Elle croise ensuite la Rocade de l'agglomération (VA-30) encore en construction pour ensuite desservir la grande zone industrielle Argales avant de se connecter au périphérique de Valladolid

### Référence
- Nomenclature